# Confédération africaine de tennis
La Confédération africaine de tennis (arabe : الاتحاد الأفريقي للتنس) ou CAT est une association africaine de tennis créée à Lagos, au Nigeria, en 1973 et basée à Tunis, en Tunisie.

## Histoire et organisation
La Confédération africaine de tennis est créée à Lagos en janvier 1973 en tant qu'organe de direction régionale pour le sport du tennis et sous les auspices de la Fédération internationale de tennis. 
C'est la plus grande association régionale de la Fédération internationale de tennis, avec 52 États membres en 2020.

### Dirigeants
Le président de l'organisation depuis 2023 est le béninois Jean-Claude Talon et le secrétaire général Hichem Riani.
La liste de tous les présidents est la suivante  : 
|   | Nom                   | Mandat      |
| - | --------------------- | ----------- |
| 1 | Alhaji Adejumo        | 1973-1977   |
| 2 | Alfred Ekoko          | 1978-1982   |
| 3 | Moftah Kaïba          | 1982-1986   |
| 4 | Jean-Claude Delafosse | 1986-1994   |
| 5 | Chuka Momah           | 1995-1999   |
| 6 | Mamadou Diagna Ndiaye | 1999-2003   |
| 7 | Paul Chingoka         | 2003-2004   |
| 8 | Tarak Cherif          | 2004-2023   |
| 9 | 🇧🇯Jean-Claude Talon   | depuis 2023 |